# Мареніско (Мічиган)
Мареніско (англ. Marenisco) — переписна місцевість (CDP) в США, в окрузі Гогібік штату Мічиган. Населення — 179 осіб (2020).

## Географія
Мареніско розташоване за координатами 46°22′25″ пн. ш. 89°42′43″ зх. д. / 46.37361° пн. ш. 89.71194° зх. д. (46.373716, -89.712017).  За даними Бюро перепису населення США в 2010 році переписна місцевість мала площу 8,93 км², уся площа — суходіл.

## Демографія
Згідно з переписом 2010 року, у переписній місцевості мешкали 254 особи в 113 домогосподарствах у складі 62 родин. Густота населення становила 28 осіб/км².  Було 170 помешкань (19/км²).
Расовий склад населення:
| - 92,5 % — білих - 5,9 % — корінних американців |

До двох чи більше рас належало 1,2 %. Частка іспаномовних становила 0,4 % від усіх жителів.
За віковим діапазоном населення розподілялося таким чином: 16,5 % — особи молодші 18 років, 63,8 % — особи у віці 18—64 років, 19,7 % — особи у віці 65 років та старші. Медіана віку мешканця становила 45,7 року. На 100 осіб жіночої статі у переписній місцевості припадало 120,9 чоловіків;  на 100 жінок у віці від 18 років та старших — 128,0 чоловіків також старших 18 років.
Середній дохід на одне домашнє господарство  становив 40 313 долари США (медіана — 34 821), а середній дохід на одну сім'ю — 43 987 доларів (медіана — 33 929). За межею бідності перебувало 22,2 % осіб, у тому числі 71,0 % дітей у віці до 18 років та 5,1 % осіб у віці 65 років та старших.
Цивільне працевлаштоване населення становило 66 осіб. Основні галузі зайнятості: мистецтво, розваги та відпочинок — 27,3 %, роздрібна торгівля — 16,7 %, публічна адміністрація — 15,2 %.